# Наксков
На́ксков (дат. Nakskov) — город на юге Дании, в муниципалитете Лолланн. Расположен на западном побережье острова Лолланн, на берегу фьорда Наксков. Население по данным на 1 января 2013 года составляет 13 243 человека.
В Накскове располагается крупнейшая в Дании фабрика по производству сахара, которая принадлежат немецкой компании Nordzucker. В день фабрика производит более 12 000 тонн сахара. Соединён железной дорогой с городом Нюкёбинг Фальстер.
До 2007 года Наксков был частью небольшой одноимённой коммуны, площадь которой составляла 33 км². Сегодня город входит в состав коммуны Лолланн.

## Галерея
- Фабрика по производству сахара
- Улица Søndergade
- Улица Nørrevold